# Detlev Spangenberg
Detlev Spangenberg, né le 10 avril 1944 à Chemnitz (Allemagne nazie), est un homme politique allemand, membre du parti Alternative pour l'Allemagne. Il est élu au Bundestag, à la suite des élections de 2017. Il ne se représente pas lors des élections de 2021.